# Classe King George V (1911)
O Classe King George V foi uma classe de couraçados operada pela Marinha Real Britânica, composta pelo HMS King George V, HMS Centurion, HMS Ajax e HMS Audacious. Suas construções começaram em 1911 no Estaleiro Real de Portsmouth, Estaleiro Real de Devonport, Scotts Shipbuilding and Engineering Company e Cammell Laird, sendo lançados ao mar em 1911 e 1912 e comissionados na frota em 1912 e 1913. O projeto da classe era essencialmente uma repetição da predecessora Classe Orion, mas com algumas melhoras como por exemplo blindagem adicional, um arranjo revisado do armamento secundário e equipamentos de controle de disparo melhorados.
Os couraçados da Classe King George V eram armados com uma bateria principal composta por dez canhões de 343 milímetros montados em cinco torres de artilharia duplas. Tinham um comprimento de fora a fora de 182 metros, boca de 27 metros, calado de oito metros e um deslocamento carregado de mais de 27 mil toneladas. Seus sistemas de propulsão eram compostos por dezoito caldeiras mistas de carvão e óleo combustível que alimentavam dois conjuntos de turbinas a vapor, que por sua vez giravam quatro hélices até uma velocidade máxima de 21 nós (39 quilômetros por hora). Os navios também tinham um cinturão principal de blindagem que tinha 305 milímetros de espessura.
Os navios atuaram na Grande Frota na Primeira Guerra Mundial, porém pouco fizeram e passaram a maior parte do tempo realizando treinamentos e patrulhas no Mar do Norte. O Audacious afundou em outubro de 1914 depois de bater em uma mina naval. Os sobreviventes participaram da Batalha da Jutlândia em 1916. Foram transferidos para o Mar Mediterrâneo ao final do conflito e participaram da intervenção dos Aliados na Guerra Civil Russa. O King George V e o Ajax foram desmontados em 1927, já o Centurion foi desarmado e usado como alvo de tiro. Este foi deliberadamente afundado em junho de 1944 durante a Segunda Guerra Mundial como quebra-mar na Praia de Omaha.